# Kamel Rifaï
Kamel Rifaï (né à Baalbeck en 1948) est un homme politique libanais.
Il est diplômé en études islamiques de plusieurs universités à Beyrouth, au Caire et à Paris. Le poids électoral important de la famille Rifaï dans la Békaa pousse le Hezbollah à le présenter sur sa liste électorale lors du scrutin de 2005.
Il est élu député sunnite de Baalbeck-Hermel et devient membre du bloc de la fidélité à la Résistance.